# Margaret Lindsayová
Margaret Lindsayová (rodným jménem Margaret Kies; 19. září 1910 – 9. května 1981) byla americká filmová, divadelní i televizní herečka. Během 30. let 20. století se u filmového studia Warner Bros objevila ve vedlejších rolích i v několika velmi úspěšných filmech jako jsou například dramata Baby Face (1933) s Barbarou Stanwyckovou v hlavní roli, Jezábel (1938) s Bette Davisovou nebo mysteriózní film-noir Šarlatová ulice (1945) s Edwardem G. Robinsonem a Joan Bennettovou. Během své kariéry se však převážně objevovala v nízkorozpočtových „béčkových“ filmech a mezi tyto její nejznámější patří například série sedmi detektivních snímků od spisovatelské dvojice Ellery Queen, kterou natočila u studia Columbia Pictures.

## Život

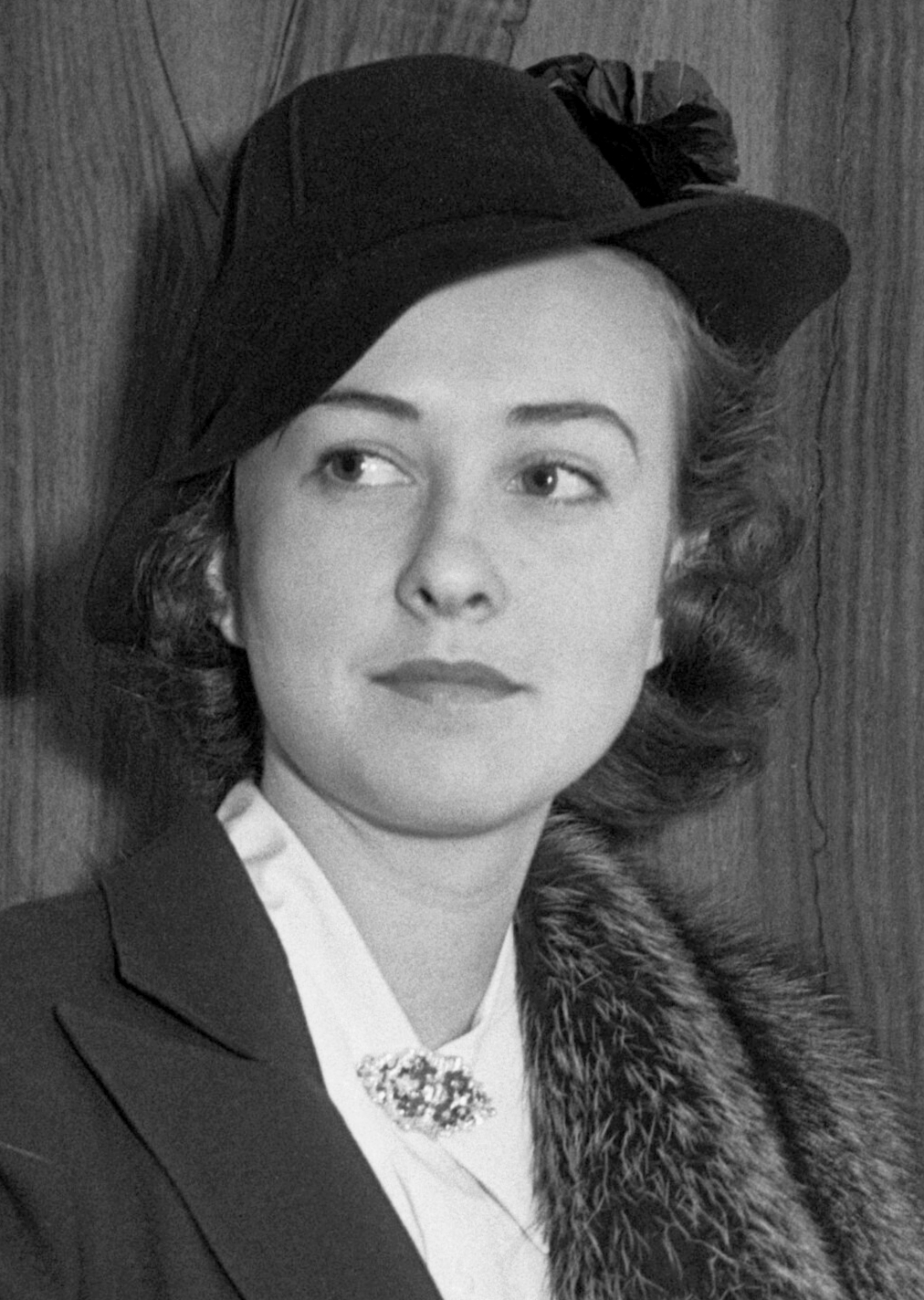
Margaret Lindsayová v roce 1935

### Mládí a začátek kariéry
Narodila se 19. září 1910 ve městě Dubuque ve státě Iowa jako nejstarší ze šesti dětí lékárníka Johna Lea Kiese a Berthy L. Gilbertové. V roce 1930 zde vystudovala střední školu Academy of the Visitation a na její přání ji rodiče poslali i na Americkou akademii dramatického umění (American Academy of Dramatic Arts) do New Yorku. Po absolvování se vydala do Británie, kde zahájila svou kariéru jako divadelní herečka. Kvůli svému přesvědčivému přízvuku byla také nejen v Británii často mylně považována za Britku a na naléhání svého bývalého spolužáka z akademie Roberta Cummingse si zde nechala změnit své umělecké jméno z Kiesové na Lindsayovou.
Brzy poté upoutala pozornost amerického filmového studia Universal Pictures, které jí nabídlo roli ve filmu The Old Dark House (1932). Margaret se proto vydala zpět do Spojených států, avšak hned po příjezdu do Hollywoodu zjistila, že její role byla již obsazena jinou začínající herečkou Glorií Stuartovou. Margaret se tak během roku 1932 nakonec objevila pouze v několika nízkorozpočtových pre-kodexových filmech. O rok později se však již dokázala propracovat i k významnějším snímkům jako je oceňované drama Cavalcade, pro které byla zapůjčena studiu Fox Film Corporation (nyní 20th Century Fox) nebo k dalším dramatům jako Její poslední rekord s Katharine Hepburnovou v hlavní roli a Baby Face s Barbarou Stanwyckovou.

### Kariéra
Díky jejím výkonům v Cavalcade se o ni začalo zajímat studio Warner Bros., se kterým v roce 1933 nakonec podepsala smlouvu. Právě zde dosáhla vrcholu své kariéry a během 30. let se několikrát objevila po boku největších hvězd v několika významných filmech. Mezi její herecké partnery patřil například Leslie Howard v dramatu Captured! (1933), Humphrey Bogart v dobrodružném filmu Isle of Fury (1936), Errol Flynn v romantickém dramatu Green Light (1937) nebo Henry Fonda v dramatu Slim (1937). Do čtyř filmů byla také obsazena jako milenka Jamese Cagneyho a v dalších čtyřech si zahrála po boku jedné z největších hollywoodských hvězd Bette Davisové.
Do 40. let vstoupila dramatickým thrillerem The House of the Seven Gables (1940), který se dočkal dokonce nominace na Oscara za nejlepší filmovou hudbu. Přestože Margaret nebyla nikdy oceněna žádnou filmovou ani divadelní cenou, spousta jejích kolegů ji za její výkony velmi chválila a respektovala ji. Spousta publicistů ji také označila za jednu z nejtalentovanějších a nejkrásnějších předních hereček 30. let. V roce 1940 také zahájila u studia Columbia Pictures svou sérii sedmi detektivních filmů od známé spisovatelské dvojice známé pod pseudonymem Ellery Queen. V prvních čtyřech snímcích se Margaret objevila po boku Ralpha Bellamyho a v dalších třech ho v roli Elleryho Queena vystřídal William Gargan. V roce 1942 se mj. objevila také v oceňovaném westernu Kazisvěti s Marlene Dietrichovou, Randoplhem Scottem a Johnem Waynem a o tři roky později se blýskla ve významném film-noiru Šarlatová ulice s Edwardem G. Robinsonem a Joan Bennettovou.
Od druhé poloviny 40. let začala její kariéra pomalu upadat a po několika vedlejších rolích v „béčkových“ filmech u malých filmových studií jako např. Monogram Pictures se v roce 1948 vrátila zpět na divadelní jeviště, kde spolu s Franchotem Tonem začala účinkovat ve hře The Second Man. O dva roky později se však před kameru vrátila a debutovala v televizi v seriálu The Ford Theatre Hour. Do konce své kariéry se objevila ještě v dalších 13 seriálech a příležitostně se vrátila i ke klasickým filmům. Svou hereckou kariéru ukončila v roce 1974 po televizním filmu The Chadwick Family.

### Osobní život
Margaret Lindsayová se nikdy nevdala a během své kariéry vždy bydlela u jedné ze svých sester (měla celkem pět sourozenců, čtyři sestry a jednoho bratra). Podle životopisce a historika Williama J. Manna však byla údajně životní partnerkou herečky a zpěvačky Mary McCartyové a byla si blízká také s oscarovou herečkou a hvězdou 30. let Janet Gaynorovou.
Margaret Lindsayová zemřela 9. května 1981 na emfyzém v nemocnici Good Samaritan Hospital v Los Angeles.

## Filmografie (výběr)

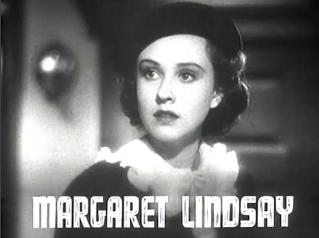
Ve filmu Public Enemy's Wife (1936)

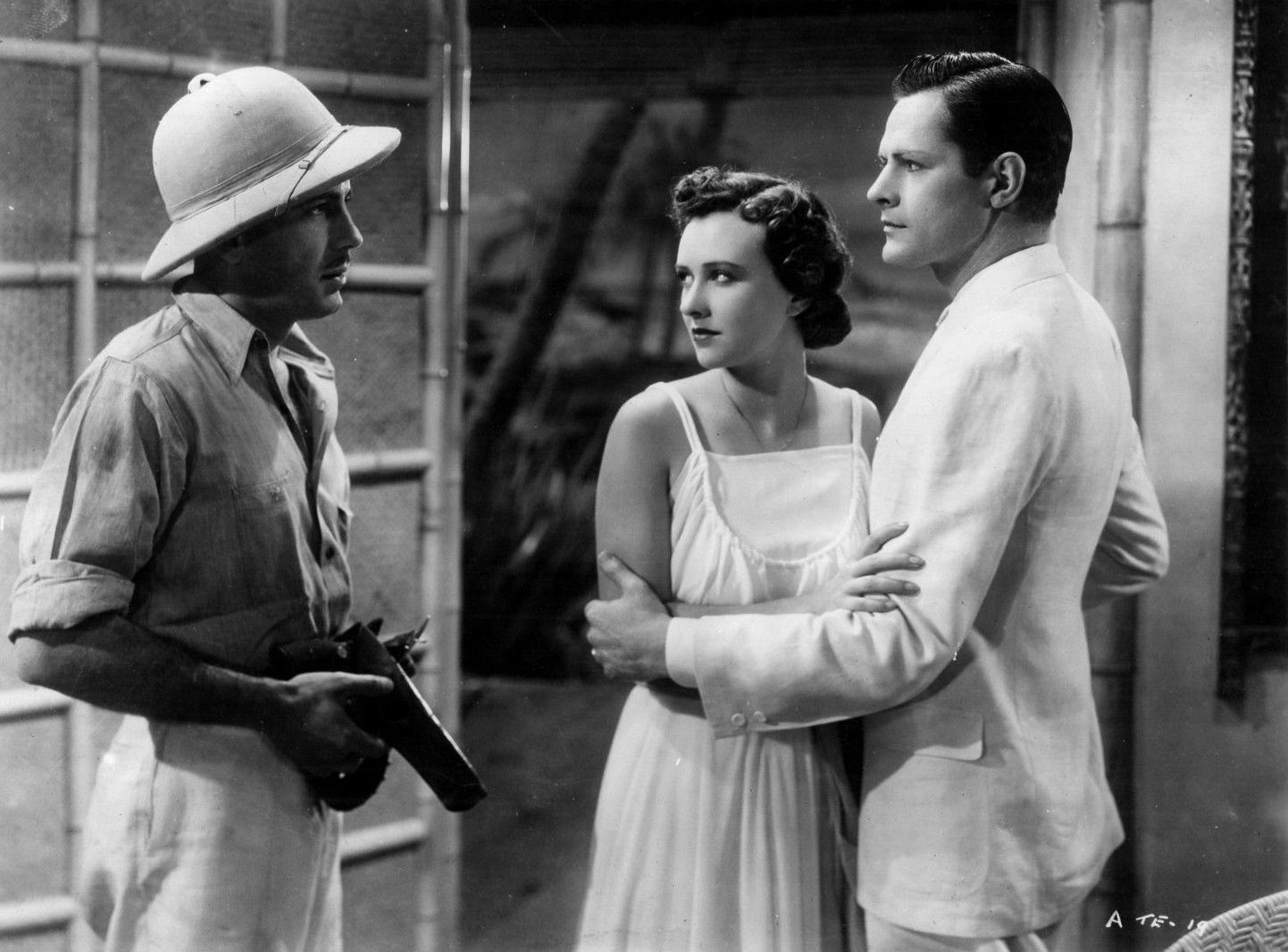
Humphrey Bogart, Margaret Lindsayová a Donald Woods ve filmu Isle of Fury (1936)

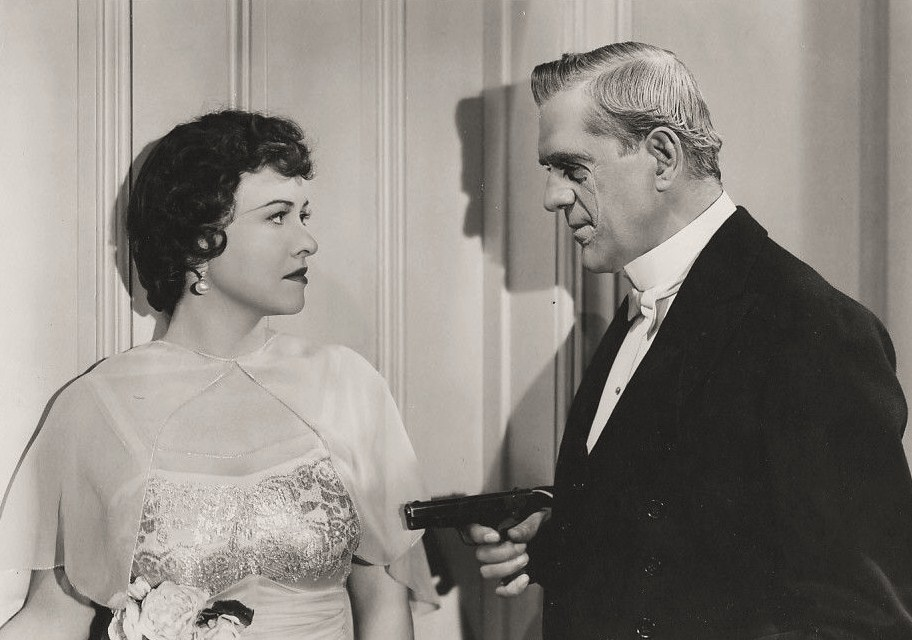
S Borisem Karloffem ve filmu British Intelligence (1940)

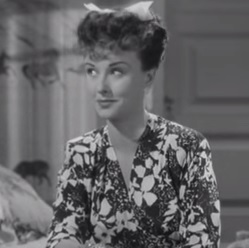
Ve filmu Šarlatová ulice (1946)

### Filmy
- 1932 Okay, America! (drama, režie Tay Garnett)
- 1933 Cavalcade (drama, režie Frank Lloyd)
- 1933 Její poslední rekord (drama, režie Dorothy Arzner)
- 1933 Private Detective 62 (krimi drama, režie Michael Curtiz)
- 1933 Baby Face (drama, režie Alfred E. Green)
- 1933 Captured! (romantické drama, režie Roy Del Ruth)
- 1933 From Headquarters (mysteriózní drama, režie Michael Curtiz a William Dieterle)
- 1933 Lady Killer (krimi komedie, režie Roy Del Ruth)
- 1934 Fog Over Frisco (mysteriózní thriller, režie William Dieterle)
- 1934 Gentlemen Are Born (drama, režie Alfred E. Green)
- 1935 Bordertown (krimi drama, režie Archie Mayo)
- 1935 Devil Dogs of the Air (akční drama, režie Lloyd Bacon)
- 1935 The Florentine Dagger (mysteriózní drama, režie Robert Florey)
- 1935 The Case of the Curious Bride (krimi drama, režie Michael Curtiz)
- 1935 'G' Men (film-noir, režie William Keighley)
- 1935 Frisco Kid (dobrodružný film, režie Lloyd Bacon)
- 1935 Nebezpečná (drama, režie Alfred E. Green)
- 1936 The Law in Her Hands (krimi komedie, režie William Clemens)
- 1936 Public Enemy's Wife (krimi drama, režie Nick Grinde)
- 1936 Isle of Fury (dobrodružný film, režie Frank McDonald)
- 1937 Song of the City (muzikál, režie Song of the City)
- 1937 Slim (drama, režie Ray Enright)
- 1937 Back in Circulation (komedie, režie Ray Enright)
- 1938 Jezábel (romantické drama, režie William Wyler)
- 1938 Broadway Musketeers (muzikál, režie John Farrow)
- 1939 Hell's Kitchen (drama, režie Lewis Seiler a Ewald André Dupont)
- 1940 Skrytý nepřítel (thriller, režie Terry O. Morse)
- 1940 The House of the Seven Gables (thriller, režie Joe May)
- 1940 Honeymoon Deferred (krimi komedie, režie Lew Landers)
- 1940 Ellery Queen, Master Detective (mysteriózní film, režie Kurt Neumann)
- 1941 Ellery Queen's Penthouse Mystery (mysteriózní film, režie James P. Hogan)
- 1941 Ellery Queen and the Perfect Crime (mysteriózní film, režie James P. Hogan)
- 1941 Ellery Queen and the Murder Ring (mysteriózní film, režie James P. Hogan)
- 1942 A Close Call for Ellery Queen (mysteriózní film, režie James P. Hogan)
- 1942 A Tragedy at Midnight (thriller, režie Joseph Santley)
- 1942 Kazisvěti (western, režie Ray Enright)
- 1942 A Desperate Chance for Ellery Queen (mysteriózní film, režie James P. Hogan)
- 1942 Enemy Agents Meet Ellery Queen (mysteriózní film, režie James P. Hogan)
- 1943 No Place for a Lady (mysteriózní film, režie James P. Hogan)
- 1943 Let's Have Fun (muzikál, režie Charles Barton)
- 1943 Crime Doctor (krimi drama, režie Michael Gordon)
- 1944 Aljaška (dobrodružné drama, režie George Archainbaud)
- 1945 Šarlatová ulice (film-noir, režie Fritz Lang)
- 1947 Louisiana (drama, režie Phil Karlson)
- 1947 Cass Timberlane (romantické drama, režie George Sidney)
- 1956 Emergency Hospital (drama, režie Lee Sholem)